# Alan Pauls
Alan Pauls (Buenos Aires, 22 de abril de 1959) es un escritor, periodista, docente, crítico literario y guionista argentino. Su cuarta novela, El pasado (2003), obtuvo el Premio Herralde de Novela 2003, lo que le valió reconocimiento y visibilidad internacional. Además, publicó diversos libros de ensayo y ficción, como la trilogía conformada por Historia del llanto (2007), Historia del pelo (2010) e Historia del dinero (2013). Su literatura ha sido elogiada por los escritores Roberto Bolaño, Ricardo Piglia, Juan Villoro y Enrique Vila-Matas, entre otros.

## Biografía

### Primeros años y formación
Alan Pauls nació el 22 de abril de 1959 en el barrio Colegiales de la ciudad de Buenos Aires, Argentina. Es hijo del actor y productor argentino Axel Pauls. Tiene un hermano, el director de cine Cristian Pauls, dos medio hermanos, los actores Gastón Pauls y Nicolás Pauls, y una medio hermana, Ana Pauls, actriz.
Se licenció en Letras por la Universidad de Buenos Aires, donde dictó clases de Teoría Literaria. A finales de los años ochenta, comenzó su carrera como periodista, trabajando como columnista de cine y literatura en programas como Cable a Tierra y Badía & Cía. Además, fue jefe de redacción de la revista Página/30 y subeditor del suplemento cultural Radar del diario Página/12.

### Trayectoria literaria
En las décadas de los ochenta y noventa, Pauls publicó sus tres primeras novelas, El pudor del pornógrafo, (1984), El coloquio (1990) y Wasabi (1994). En el 2003, publicó su cuarta, El pasado, con la que obtuvo un amplio reconocimiento y visiblidad internacional y el Premio Herralde de Novela en el mismo año de su publicación. En el 2007, el texto fue adaptado al cine en el filme homónimo dirigido por Héctor Babenco.
Entre los años 2007 y 2013, publicó las novelas Historia del llanto (2007), Historia del pelo (2010) e Historia del dinero (2013), acerca de la última dictadura militar argentina. En el 2024, la trilogía fue recopilada en un único tomo, titulado Tres novelas de época. En el 2014, recibió un Premio Konex en la categoría de Novela por el período 2008-2010. En el 2021, publicó su octava novela, La mitad fantasma.
Según Ariel Schettini, Pauls es autor de «algunas páginas definitivas sobre los más grandes escritores argentinos: Puig, Borges, Arlt, Mansilla», en libros como Manuel Puig. La traición de Rita Hayworth (1986) y El factor Borges (2004). Además, publicó La infancia de la risa (1994), Cómo se escribe un diario íntimo (1998) y La vida descalzo (2006), del mismo género.

### Labor en cine
Como guionista, Pauls colaboró en las películas La era del ñandú (1987), de Carlos Sorín (1987), Sinfín (1988), de Cristian Pauls, El censor (1995), de Eduardo Calcagno, y Vidas privadas (2001), de Fito Páez, entre otras. Como actor, actuó en siete películas, entre ellas, Medianeras (2011), de Gustavo Taretto, La vida nueva (2011), de Santiago Palavecino y Cassandra (2012), de Inés de Oliveira Cézar (2012). Sobre su experiencia en dicho rubro, declaró que «es más bien una perversión etnográfica».

## Obra

### Novela
- 1984: El pudor del pornógrafo
- 1990: El coloquio
- 1994: Wasabi
- 2003: El pasado
- 2007: Historia del llanto
- 2010: Historia del pelo
- 2013: Historia del dinero
- 2021: La mitad fantasma

### Ensayo
- 1986: Manuel Puig. La traición de Rita Hayworth
- 1995: Lino Palacio. La infancia de la risa
- 1996: Cómo se escribe. El diario íntimo
- 2004: El factor Borges
- 2006: La vida descalzo
- 2012: Temas lentos
- 2019: Trance. Un glosario
- 2022: Fallar otra vez
- 2025: Alguien que canta en la habitación de al lado. Ensayos literarios

## Filmografía

### Guion
- 1987: La era del ñandú (filme dirigido por Carlos Sorín)
- 1988: Sinfín (filme dirigido por Cristian Pauls)
- 1995: El censor (filme dirigido por Eduardo Calcagno)
- 2001: Vidas privadas (filme dirigido por Fito Páez)

### Actuación
- 2005: Alan Pauls. Conversaciones con Daniel Guebel (filme dirigido por Daniel Guebel)
- 2007: ¿De quién es el portaligas? (filme dirigido por Fito Páez)
- 2011: La vida nueva (filme dirigido por Santiago Palavecino)
- 2011: Medianeras (filme dirigido por Gustavo Taretto)
- 2012: Cassandra (filme dirigido por Inés de Oliveira Cézar)